# Bourg-Beaudouin
Bourg-Beaudouin är en kommun i departementet Eure i regionen Normandie i norra Frankrike. Kommunen ligger i kantonen Fleury-sur-Andelle som tillhör arrondissementet Les Andelys. År 2022 hade Bourg-Beaudouin 725 invånare.

## Befolkningsutveckling
Antalet invånare i kommunen Bourg-Beaudouin
Referens:INSEE